# واتتهنا
واتتهنا (به لاتین: Wattahena) یک منطقهٔ مسکونی در سری‌لانکا است که در استان مرکزی (سری‌لانکا) واقع شده‌است.